# Ctenoplusia bryki
Ctenoplusia bryki là một loài bướm đêm trong họ Noctuidae.